# پربوز
پربوز (به چکی: Přebuz) یک منطقهٔ مسکونی و شهرستان دارای شهرک سابقاً روستا در جمهوری چک است که در ناحیه سوکولوو واقع شده‌است. پربوز ۸۳ نفر جمعیت دارد.